# Anila tephrosioides
Anila tephrosioides là một loài thực vật có hoa trong họ Đậu. Loài này được (Kunth) Kuntze mô tả khoa học đầu tiên năm 1891.